# Elizabeth Cavendish (író)
Elizabeth Christiana Cavendish, Devonshire hercegnéje (Londonderry, 1758. május 13. – London, 1824. március 30.) angol regényíró és arisztokrata. A köztudatban leginkább Lady Elizabeth Foster néven, Georgiana Cavendish közeli barátjaként ismert. Elizabeth kiszorította a hercegnőt addigi helyéről, majd elnyerte William Cavendish, Devonshire 5. hercege vonzalmát. Később feleségül ment hozzá.

## Élete

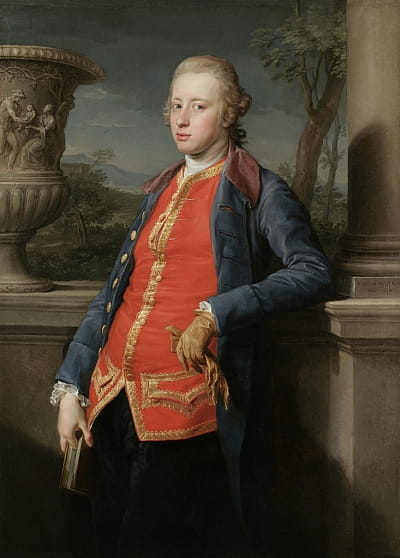
Elizabeth Foster második férje, akivel 1782-től élt: William Cavendish, 5. Devonshire-i herceg

Elizabeth Christiana Hervey Bess néven született egy kis horringeri házban, St Edmundsburyben, Suffolkban. Apja, Frederick Hervey később Bristol negyedik grófja lett. 
1776-ban Elizabeth feleségül ment az ír John Thomas Fosterhez (1747–1796). Ő volt az (egyesült) Ír alsóház utolsó elnöke. Fosteréknek két fia született: Frederick (1777. október 3. – 1853) és Augustus John Foster (1780-1848). Az egyetlen lányuk, szintén Elizabeth néven, koraszülöttként látta meg a először a napvilágot 1778. november 17-én, csak nyolc napot élt. 
Amikor apja 1779-ben megkapta a grófi címet, neve Lady Elizabeth Fosterre változott. A pár 1779 után szüleivel az Ickworth házban, Suffolkban lakott. A házasság nem volt sikeres, következésképpen a pár öt éven belül szétvált, valószínűleg azután, hogy Foster bizalmi kapcsolatba lépett egy szolgával. Foster megtartotta fiai felügyeleti jogát, és 14 éven keresztül nem engedte, hogy a fiúk meglátogathassák édesanyjukat. 

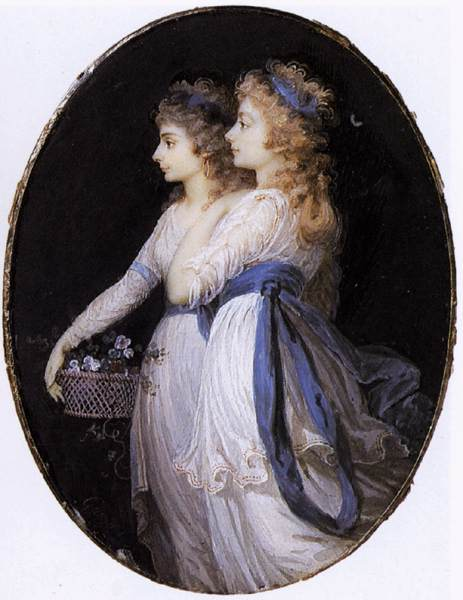
Lady Elizabeth és Georgiana devonshire-i hercegné, Guérin, kb. 1791

1782 májusában Bess találkozott Bathban Devonshire hercegével és hercegnőjével. Nem telt bele sok idő, míg Georgiana legközelebbi barátjává vált. Ettől kezdve hármasban éltek Georgianával és férjével, Williammel, körülbelül 25 évig. Két házasságon kívüli gyermeke született a hercegtől: egy lány, Caroline St Jules és egy fiú, Augustus (később Augustus Clifford, 1. baronet), akiket a Chatsworth-házban neveltek együtt a herceg törvényes gyermekeivel. Georgiana megbetegedett és 1806-ban meghalt. Három évvel később Bess feleségül ment a herceghez, és Devonshire hercegnőjévé vált. Két évvel később meghalt. 
Azt állítják, hogy Bess számos más férfival is viszonyt folytatott, köztük Ercole Consalvi bíboros, John Sackville, Dorset 3. hercege, Axel von Fersen gróf, Charles Lennox, Richmond 3. hercege és Valentin Quin, Dunraven 1. grófja és a Mount-Earl. Van néhány bizonyíték arra, hogy Quinnek házasságon kívüli fiút szült, Frederic Hervey Foster Quin néven. Quin 1820 decemberében csatlakozott a hercegnőhöz utazási orvosaként Rómába, majd később, 1824 márciusában végzetes betegségének ideje alatt ellátogatott a városba.  
Lady Elizabeth a francia író, Madame de Staël barátja volt, akivel 1804-től levelezett.

## Filmbéli ábrázolások
Lady Elizabeth Fostert Hayley Atwell játszotta a 2008. évi A hercegnő filmben.

## Gyermekei
John Thomas Fosterrel: 
- Frederick (1777. október 3. – 1853)
- Elizabeth (1778. november 17. – 1778. november 25.)
- Sir Augustus Foster, Bt (1780. december – 1848. december)

William Cavendish-sel, Devonshire 5. hercegével (házasságuk előtt): 
- Caroline Rosalie Adelaide (1785–1830), aki később mint Caroline St Jules, feleségül ment George Lambhoz
- Sir Augustus Clifford, Bt (1788. május 26. – 1877. február 8.)

## Címek
- 1759. május 13. – 1776: Miss Elizabeth Hervey
- 1776-1723 December 1779: A Mrs John Foster
- 1779. december 23. – 1809: Foster Lady Elizabeth
- 1809 – 1811. július 29.: kegyelme a Devonshire hercegnőnek
- 1811. július 29. – 1824. március 30.: kegyelme Devonshire hercegnője

## Fordítás
- Ez a szócikk részben vagy egészben  az   Elizabeth Cavendish, Duchess of Devonshire című angol Wikipédia-szócikk ezen változatának fordításán alapul.  Az eredeti cikk szerkesztőit annak laptörténete sorolja fel. Ez a jelzés csupán a megfogalmazás eredetét és a szerzői jogokat jelzi, nem szolgál a cikkben szereplő információk forrásmegjelöléseként.